# Villa Rustica (Boxmoor)

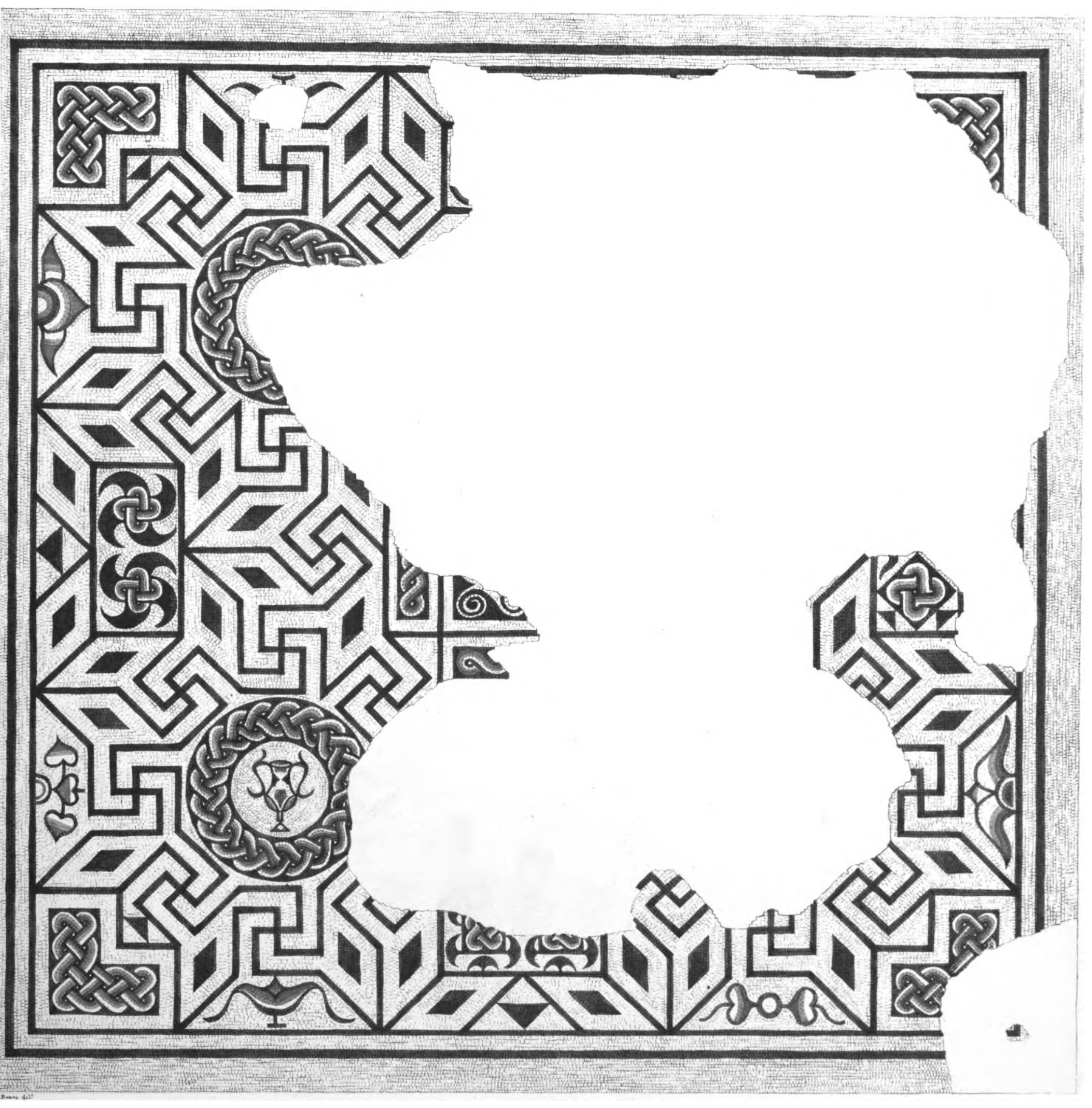
Mosaik aus der Boxmoor Villa

Bei der Villa Rustica von Boxmoor handelt es sich um die Reste eines römischen Gutshofes, der von 1966 bis 1970 zum Teil ausgegraben wurde. Boxmoor ist ein Ortsteil von Hemel Hempstead in der englischen Grafschaft Hertfordshire. Die Villa war vom 1. bis 4. Jahrhundert bewohnt. Es konnten fünf Bauphasen unterschieden werden.
Einzelne Teile der Villa und eines Friedhofes sind schon seit 1837 bei verschiedenen Gelegenheiten ausgegraben worden. 1852 kamen bei ersten größeren Grabungen zwei Mosaiken zu Tage. Damals wurde ein erster Plan der Villa gezeichnet. 1966 wurde eine Schule an der Stelle der Villa erweitert, was wiederum Anlass gab, die Ruinen systematisch zu untersuchen.
Der erste Bau war vollkommen aus Holz errichtet. Er war etwa 21,6 Meter lang und an der weitesten Stelle etwa 12,60 Meter breit. Der Bau bestand aus einer Reihe von fünf Räumen mit zwei weiteren Räumen, die dem Bau als Eckrisalite vorgesetzt waren. Um die Räume herum gab es an allen Seiten einen Korridor. Ein Raum war mit einer Kandelaberdekoration ausgemalt. Es handelt sich zweifellos um den Hauptraum der Villa. Am Anfang des zweiten Jahrhunderts wurde die Villa durch ein Feuer zerstört und durch einen viel größeren Steinbau ersetzt. Da das Haus fast fundleer war, vermuten die Ausgräber, dass das Feuer von den Besitzern des Hauses gelegt wurde, um einem Neubau Platz zu machen.
Das neue Haus war nun etwa 42,7 Meter lang und 16,63 Meter breit. Es handelt sich wiederum um einen Bau mit Eckrisaliten und einer Veranda an der Frontseite. Mehrere Räume waren mit Mosaiken ausgestattet. Eines von ihnen kam schon 1853 zu Tage und wurde gezeichnet, war bei den neueren Grabungen aber vollkommen verschwunden. Verschiedene Räume waren mit Wandmalereien ausgestattet. In Bauphase 3 wurde ein Raum mit Hypokausten ausgestattet und ein weiterer Raum an die Villa angefügt. Bauphase 4 datiert ins dritte Jahrhundert. Der Plan der Villa wurde beibehalten, doch verschwand die Veranda. Bauphase 5 datiert ins vierte Jahrhundert. Die Villa bestand nun nur noch aus dem Kernblock einer Reihe von fünf Räumen, mit einem Korridor, der diese an der Außenseite verband. Die Räume waren zum Teil ausgemalt. Die Außenmauer der Villa erhielt rechteckige Stützpfeiler.
Die gefundenen Münzen deuten darauf hin, dass die Villa bis etwa 350 bewohnt gewesen ist.